# Sąd wyższy prawa niemieckiego

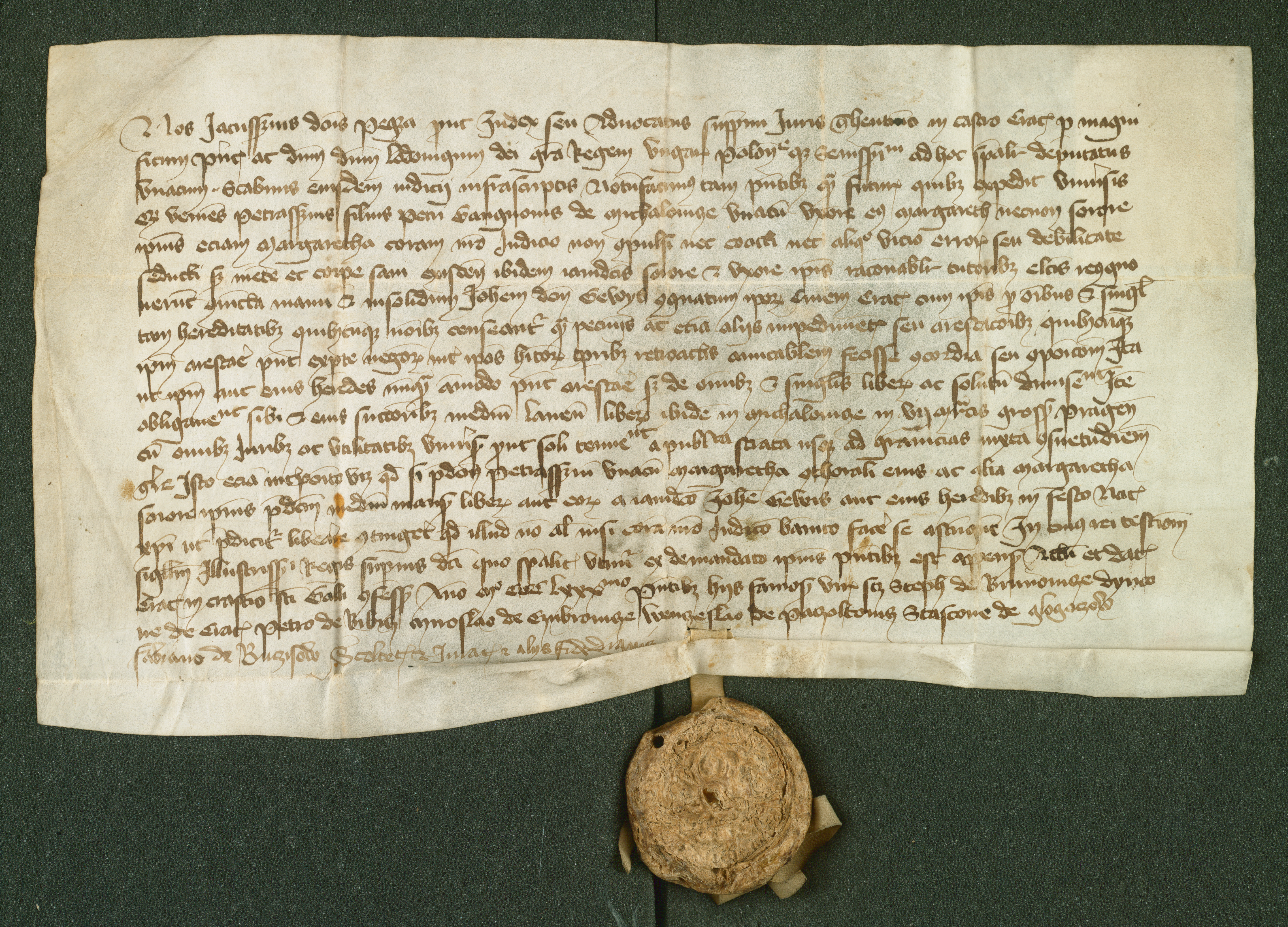
Sąd prawa niemieckiego na zamku krakowskim poświadcza ugodę pomiędzy Patrasjuszem a mieszczaninem krakowskim, 1380, Archiwum Główne Akt Dawnych

Sąd wyższy prawa niemieckiego (łac. Ius supremum magdeburgense) – w średniowiecznym systemie prawnym sąd apelacyjny dla miast lokowanych na prawie magdeburskim, prawie chełmińskim i prawie flamandzkim, powołany do rozstrzygania sporów oraz decydowania o uprawnieniach i obowiązkach mieszczan. Zastępował dotychczasową praktykę odwoływania się od wyroków sądów miejskich do Magdeburga bądź Lubeki. Na ziemiach polskich pierwszy sąd wyższy prawa niemieckiego został powołany w 1233 roku w Chełmnie jednocześnie z lokacją miasta przez zakon krzyżacki. Kolejne sądy powstawały w Poznaniu (1253), Wrocławiu (pocz. XIV wieku), Kaliszu (1283), Lwówku, Środzie Śląskiej, Szczecinie i Raciborzu (prawo flamandzkie).
Podstawowy skład sądu składał się z podwójciego (landwójta) oraz 7 lub mniej ławników (z wyjątkiem Krakowa i Wrocławia, gdzie ławę tworzyło 11 ławników).

## Sąd Wyższy Prawa Niemieckiego na zamku w Krakowie
Ius supremum Magdeburgense castri Cracoviensis, (niem. Der Oberhof des deutschen Rechts auf der Burg zu Krakau) – sąd powołany przez króla Kazimierza Wielkiego dla Małopolski w celu stosowania prawa magdeburskiego, funkcjonował w latach 1356–1791. Do czasu jego powstania, instancją odwoławczą od wyroków sądów miejskich wydawanych w oparciu o prawo magdeburskie był właściwy sąd w Magdeburgu. Ustanowienie Sądu edyktem z 5 października 1356 r. uniezależniło sądownictwo małopolskie od rozstrzygnięć sądu w Magdeburgu. Sąd rozpatrywał poprzez dekrety (łac. Decreta iuris supremi Magdeburgensis castri Cracoviensis) głównie odwołania od wyroków, ale przede wszystkim pozostawał sądem stanowym (leńskim) dla wójtów i sołtysów z miast i królewskich wsi zastawnych oraz szlacheckich właściwego starostwa, osadzonych na prawie magdeburskim. Od 1468 r. przed Sądem mieli się również stawiać sołtysi/kniaziowie wsi lokowanych na prawie wołoskim. Sądy wyższe prawa niemieckiego mieściły się na zamkach starostw ówczesnej Małopolski, mimo że formalną siedzibą pozostawał jedynie Kraków.
W skład sądu wchodził landwójt wraz z 11 ławnikami, 5 sołtysami wsi królewskich i 2 mieszczanami.
Sądem odwoławczym od orzeczeń Sądu Wyższego Prawa Niemieckiego na zamku krakowskim był komisarski Sąd Sześciu Miast.
Sąd Wyższy Prawa Niemieckiego na zamku w Krakowie zakończył swoją działalność w 1791 r. po uchwaleniu Konstytucji 3 maja.

## Literatura
- Prof. Ludwik Łysiak. Ius supremum Magdeburgense castri Cracoviensis 1356–1794, Decreta iuris supremi Magdeburgensis castri Cracoviensis 1456–1481 oraz Decreta iuris supremi Magdeburgensis castri Cracoviensis 1481–1511.
- Margret Obladen. Magdeburger Recht auf der Burg zu Krakau. Die güterrechtliche Absicherung der Ehefrau in der Spruchpraxis des Krakauer Oberhofs. 235 ss. 2006.